# Długokąty (Baja Silesia)
Długokąty es una localidad del distrito de Bolesławiec, en el voivodato de Baja Silesia (Polonia). Se encuentra en el suroeste del país, dentro del término municipal de Osiecznica, a unos 9 km al noroeste de la localidad homónima y sede del gobierno municipal, a unos 21 al noroeste de Bolesławiec, la capital del distrito, y a unos 123 al oeste de Breslavia, la capital del voivodato. Długokąty perteneció a Alemania hasta 1945.
- Datos: Q5321198